# Teken van Verdienste voor Kunst en Wetenschap (Brunswijk)
In 1908 stichtte Johan Albrecht van Mecklenburg, regent van Brunswijk, een Teken van Verdienste voor Kunst en Wetenschap (Duits: Verdienstzeichen für Kunst und Wissenschaft) in twee graden. Hij richtte zich naar het voorbeeld van de Orde van Verdienste voor Wetenschap en Kunst in Anhalt en het Orde voor Kunst en Wetenschap in Mecklenburg-Strelitz en koos voor een ovale medaille. Op de medaille is een portret van Karel Willem Ferdinand van Brunswijk afgebeeld.
Het ereteken werd aan het lint van de Orde van Hendrik de Leeuw gedragen. Het ontwerp was van de hand van de stempelsnijder W. Achtenhagen.
Er zijn gouden en zilveren eretekens bekend, beide mèt en zonder kroon. De gouden eretekens werden om de hals gedragen.
De Eerste Graad, een gouden medaillon, werd in de jaren tot de val van de Brunswijkse monarchie zevenmaal toegekend. 
- Dr. W. Raabe, schrijver
- Ludwig Winter, architect en "geheimer Baurat"
- Prof. Dr. Dedekind, adviseur van de hertog en "geheimer Hofrat"
- Adolf Friedrich, Herzog zu Mecklenburg, halfbroer van de stichter van het ereteken.
- Ferdinand Graf von Zeppelin, General der Kavallerie à la suite van de Württemberg. Bekend als bouwer van de naar hem genoemde luchtschepen.
- Prof. v. Herkomer
- Wilhelm von Bode, De Directeur-generaal van het Keizer Frederik Museum in Berlijn.
- Wilhelm Georg Johannes Wandschneider, de Mecklenburgse beeldhouwer.